# Freno elettrico
Viene definito freno elettrico il dispositivo che utilizza i motori di trazione delle locomotive elettriche allo scopo di frenare i treni. Tale dispositivo può essere a recupero di energia (freno rigenerativo) o a dissipazione.

## Aspetti generali
Il funzionamento del freno elettrico si basa sulla caratteristica insita in alcuni tipi di motore elettrico di funzionare da generatore di corrente quando superano la velocità di regime, come il motore asincrono, o con opportuni interventi sull'eccitazione degli stessi, sui motori a corrente continua con eccitazione compound. La situazione si verifica quando il treno percorre lunghe tratte in discesa ed è portato tendenzialmente ad aumentare la velocità per cui i suoi motori, se inseriti, sono spinti a girare sempre più velocemente; nel caso dei motori asincroni quando il motore supera la velocità di sincronismo il motore assume spontaneamente la caratteristica di generatore, mentre nel caso dei motori a corrente continua occorre che sia presente l'eccitazione derivata e che sia invertito il campo: in tale situazione l'energia prodotta viene restituita alla linea che deve dissiparla o alimentando altri treni in ascesa o su appositi carichi dissipativi producendo la resistenza al moto del motore/generatore sotto carico. Nei mezzi moderni l'energia prodotta viene dissipata in calore su un carico resistivo posto di solito sull'imperiale del mezzo di trazione.
L'effetto frenante del freno elettrico è molto sostenuto e superiore a quello tradizionale a ceppi o a dischi e viene utilizzato sempre di più sui rotabili ad alta velocità. Un tempo usato per economia di corrente è oggi utilizzato proprio per la sua efficacia.
Il freno elettrico non ha sostituito del tutto gli altri sistemi frenanti che coesistono su tutte le locomotive elettriche; il sistema è stato razionalizzato integrando in molti casi il comando del freno pneumatico con quello elettrico realizzando la frenatura combinata. Il macchinista aziona in tali casi la manopola del freno allo stesso modo che nel caso di freno pneumatico tradizionale, cambiano solo le posizioni della stessa che predispone l'uso della sola frenatura elettrica alle alte velocità e l'intervento di quella pneumatica quando la velocità del treno si è fortemente abbassata. In generale infatti la forza frenante ricavabile mediante frenatura elettrica è proporzionale alla velocità, e perciò quanto più questa è elevata, maggiore è l'efficacia della frenatura; mentre al contrario a basse velocità tale modalità risulta inefficace e necessita della frenatura tradizionale per giungere ad un arresto completo del convoglio.

## Rotabili delle ferrovie italiane con freno elettrico
La frenatura elettrica a recupero di energia era caratteristica di locomotive, oggi radiate, quali:
- Le locomotive trifase.
- Una decina di locomotive della prima serie di E.424, assegnate al Deposito locomotive di Pistoia, vennero dotate, di fabbrica, di motori tipo 92, con l'eccitazione compound per un utilizzo a recupero di energia e frenatura elettrica, ma la soluzione pur soddisfacente venne in seguito abbandonata. L'eccitazione composta dei motori elettrici era ottenuta con due avvolgimenti, uno in serie all'indotto del motore e uno a una sorgente esterna di corrente regolabile con un reostato apposito. Il controllo di velocità mediante la regolazione della corrente di eccitazione risultava più efficace ed era possibile la frenatura elettrica, passando in fase di recupero di energia; mediante tale disposizione si creava nei motori, inseriti anche in discesa, una forza controelettromotrice che aumentava fino ad arrivare all'inversione della corrente nei motori che, quindi, diventavano generatori. Tale azione doveva essere limitata al valore limite di tensione in linea di 3800 V, oltre il quale il macchinista doveva diminuire la corrente di eccitazione per evitare l'intervento della protezione tarata a 4200 V.

La frenatura elettrica a dissipazione su reostato di frenatura è presente sulle locomotive, a partire dagli anni settanta, e su tutti gli elettrotreni ad alta velocità.:
- Locomotiva FS E.444
- Locomotiva FS E.632 e Locomotiva FS E.633
- Locomotiva FS E.652
- Locomotiva FS E.402A
- Locomotiva FS E.402B
- Locomotiva FS E.405
- Locomotiva FS E.412

La frenatura elettrica a recupero ha caratterizzato anche le elettromotrici di molte ferrovie secondarie concesse e di numerose tranvie. Ne erano provviste ad esempio le elettromotrici della Ferrovia Spoleto-Norcia.